# Dani Pedrosa
Daniel "Dani" Pedrosa Ramal (sinh 29 tháng 9 năm 1985) là một cựu tay đua MotoGP người Tây Ban Nha. Khi còn thi đấu anh là tay đua có chiều cao thấp nhất (chỉ 1m58) và nhẹ nhất, cho nên các khán giả Việt Nam thường gọi anh là Dani "còi".
Trong số các tay đua chưa giành được chức vô địch MotoGP/500cc, Pedrosa là tay đua giành được nhiều chiến thắng nhất (31 chiến thắng). Một chi tiết khác trong sự nghiệp đua xe của Pedrosa là anh rất hay bị chấn thương, điều này phần nào làm ảnh hưởng đến kết quả thi đấu và cảm hứng đua xe của anh, dẫn đến quyết định giải nghệ vào cuối năm 2018.

## Sự nghiệp

### Thể thức 125cc 2001-2003
Pedrosa bắt đầu thi đấu mô tô chuyên nghiệp từ năm 2001. Anh sớm bộc lộ tài năng với hai lần lên podium ở Valencia và Motegi. Chiến thắng đầu tiên của Pedrosa diễn ra ở trường đua Assen năm 2002. 
Năm 2003, Pedrosa lần đầu lên ngôi vô địch bằng chiến thắng ở chặng đua Malaysia. Một tuần sau đó, ở chặng đua GP Úc, anh bị chấn thương nặng đầu tiên trong sự nghiệp, phải nghỉ hai chặng cuối cùng.

### Thể thức 250cc 2004-2005
Dani Pedrosa chuyển lên thi đấu thể thức 250cc ở hai mùa giải 2004 và 2005 và giành luôn 2 chức vô địch.

### Thể thức MotoGP 2006-2018
Năm 2006, Pedrosa chuyển lên thi đấu thể thức cao nhất của làng đua xe 2 bánh là MotoGP ở đội đua Repsol Honda. Anh đã lên podium ngay ở chặng đua đầu tiên-GP Qatar. Đến chặng đua thứ tư của mùa giải ở GP Trung Quốc, Pedrosa đã giành được chiến thắng thể thức MotoGP đầu tiên trong sự nghiệp. Chiến thắng thứ hai của Pedrosa là ở GP Anh.    
Tuy nhiên với 2 lần phải bỏ cuộc ở Catalunya và Bồ Đào Nha, cộng thêm 2 kết quả không tốt ở Thổ Nhĩ Kỳ (P14) và Úc (P15) nên anh sớm bị hụt hơi trong cuộc đua vô địch. Dù sao với hai chiến thắng và vị trí thứ năm chung cuộc, cũng là một kết quả có thể chấp nhận được đối với một tân binh.      
Năm 2007, Pedrosa cạnh tranh quyết liệt với Valentino Rossi cho ngôi vị Á quân bởi Casey Stoner thống trị mùa giải bằng một phong động mạnh mẽ. Cả Pedrosa và Rossi cùng phải bỏ cuộc 3 lần. Pedrosa dù có số chiến thắng chỉ bằng một nửa Rossi (2 so với 4) nhưng đã xếp trên với chỉ 1 điểm nhiều hơn.   
Năm 2008, ở nửa đầu mùa giải Pedrosa lên podium khá đều đặn, trong đó có 2 chiến thắng, giúp anh vươn lên dẫn đầu trên bảng xếp hạng sau chặng đua TT Assen. Mọi thứ bắt đầu trở nên khó khăn hơn sau khi anh bị chấn thương ở chặng đua GP Đức. Cho đến cuối mùa giải, Pedrosa không có thêm chiến thắng nào nên đã để tụt xuống vị trí thứ ba chung cuộc.   
Năm 2009 thì ngược lại, Pedrosa không có phong độ ổn định ở những chặng đua đầu tiên, đã bỏ cuộc ở 2 chặng đua Italia và Assen sau đó mới giành được chiến thắng đầu tiên trong mùa giải ở GP Mỹ. Phải chờ đến chặng đua cuối cùng ở Valencia, anh mới có thêm một chiến thắng nữa. Một lần nữa Pedrosa tổng kết mùa giải ở vị trí thứ ba, sau hai tay đua của đội đua Yamaha.   
Năm 2010, Pedrosa đua danh hiệu vô địch với Jorge Lorenzo ở vị thế cửa dưới, thường bị đối thủ bỏ cách với khoảng cách điếm số rất xa. Anh chính thức 'đầu hàng' bởi chấn thương ở GP Nhật Bản nên phải nghỉ 3 chặng. Tổng kết mùa giải, Pedrosa giành ngôi Á quân, có 4 chiến thắng.   
Năm 2011, Repsol Honda mang về cho Pedrosa một người đồng đội siêu khủng là Casey Stoner. Ở 3 chặng đua đầu tiên, Pedrosa có thể cạnh tranh sòng phẳng với Stoner, mỗi người có một chiến thắng (Pedrosa chiến thắng ở Bồ Đào Nha). Không may là ở chặng đua thứ 4-GP Pháp, Pedrosa lại bị chấn thương nặng khiến anh phải phẫu thuật và phải nghỉ tới 4 chặng, sớm từ bỏ giấc mơ vô địch bởi trong thời gian này Stoner có 3 chiến thắng và 1 lần về nhì, nên đã tạo ra ưu thế cực lớn. Sau khi trở lại thi đấu, dù rất cố gắng, số 26 cũng chỉ có thêm được 2 chiến thắng ở Đức và Nhật Bản. Kết quả cuối cùng, Stoner vô địch mùa giải 2011, Pedrosa xếp thứ tư.   
Năm 2012, Pedrosa là tay đua có nhiều chiến thắng nhất (7 lần) song anh vẫn để mất chức vô địch vào tay Jorge Lorenzo (6 chiến thắng) do không có sự ổn định bằng đối phương. Cả hai đều có 2 lần phải bỏ cuộc. Nhưng ở các chặng đua mà Lorenzo không chiến thắng thì tay đua này đều về nhì.   
Năm 2013, Pedrosa có đồng đội mới là Marc Marquez. Ở những chặng đua đầu tiên, anh có kết quả khá ngang ngửa Marquez với 2 chiến thắng ở Jerez và Le Mans, thêm 3 lần về nhì khác. Tuy nhiên tham vọng vô địch của Pedrosa lại bị cản trở bởi chấn thương ở Sachsenring. Đây cũng là thời điểm mà Marquez bắt đầu bứt lên bằng chuỗi 4 chiến thắng liên tiếp. Cho đến cuối mùa giải Pedrosa chỉ có thêm 1 chiến thắng ở Malaysia, chỉ đủ để anh xếp thứ 3 chung cuộc.  
Năm 2014, dấu ấn lớn nhất của Pedrosa đó là anh là người đã cắt đứt mạch 10 chiến thắng liên tục của đồng đội Marc Marquez ở chặng đua GP Séc. Đó cũng là chiến thắng duy nhất của anh trong mùa giải này.  
Năm 2015, Sau khi tham gia chặng đua mở màn, về thứ sáu ở Qatar, Pedrosa phải nghỉ thi đấu 3 chặng đua đầu mùa giải ở Austin, Argentina và Tây Ban Nha để phẫu thuật chấn thương arm-pump. Phải chờ đến cuối mùa giải, Pedrosa mới lấy lại phong độ bằng hai chiến thắng ở Nhật Bản và Malaysia. Cũng phải nói thêm đây là mùa giải duy nhất trong sự nghiệp mà Pedrosa không phải bỏ cuộc một chặng đua nào. 
Năm 2016, Pedrosa chỉ có một lần giành chiến thắng ở GP San Marino trong giai đoạn cuối mùa giải. Sau đó anh bị chấn thương ở GP Nhật Bản, phải nghỉ thi đấu 3 chặng đua.
Năm 2017, kết quả thi đấu của Pedrosa tốt hơn một chút. Anh hai lần giành được chiến thắng ở GP Tây Ban Nha và GP Valencia và xếp thứ tư chung cuộc.
Năm 2018, Pedrosa sa sút một cách thảm hại, lần đầu tiên trong sự nghiệp anh không lên được podium một lần nào. Vì thế Pedrosa đã quyết định giải nghệ sau khi mùa giải này kết thúc. Sau đó anh quyết định gia nhập đội đua Red Bull KTM để làm tay đua thử xe của đội đua này.

### Sau khi giải nghệ
Năm 2021, Pedrosa tham gia chặng đua GP Styria bằng suất đặc cách của đội đua Red Bull KTM. Đây là lần đầu tiên trong sự nghiệp, Pedrosa không đua chính bằng xe Honda. Đầu chặng đua anh có pha ngã xe vô cùng nguy hiểm khiến cho cuộc đua phải tạm dừng. Sau khi cuộc đua diễn ra trở lại, Pedrosa đã về đích ở vị trí thứ 10.

## Thống kê thành tích
| Năm       | Giải đua  | Xe           | Đội đua                         | Số xe     | Số chặng | Thắng | Podium | Pole | FLap | Điểm | Hạng  | Vô địch |
| --------- | --------- | ------------ | ------------------------------- | --------- | -------- | ----- | ------ | ---- | ---- | ---- | ----- | ------- |
| 2001      | 125cc     | Honda RS125  | Telefónica MoviStar Junior Team | 26        | 16       | 0     | 2      | 0    | 0    | 100  | 8th   | –       |
| 2002      | 125cc     | Honda RS125  | Telefónica MoviStar Junior Team | 26        | 16       | 3     | 9      | 6    | 2    | 243  | 3rd   | –       |
| 2003      | 125cc     | Honda RS125  | Telefónica MoviStar Junior Team | 3         | 14       | 5     | 6      | 3    | 3    | 223  | 1st   | 1       |
| 2004      | 250cc     | Honda RS250R | Telefónica MoviStar Honda 250cc | 26        | 16       | 7     | 13     | 4    | 8    | 317  | 1st   | 1       |
| 2005      | 250cc     | Honda RS250R | Telefónica Movistar Honda 250cc | 1         | 16       | 8     | 11     | 5    | 7    | 309  | 1st   | 1       |
| 2006      | MotoGP    | Honda RC211V | Repsol Honda Team               | 26        | 17       | 2     | 8      | 4    | 4    | 215  | 5th   | –       |
| 2007      | MotoGP    | Honda RC212V | Repsol Honda Team               | 26        | 18       | 2     | 8      | 5    | 3    | 242  | 2nd   | –       |
| 2008      | MotoGP    | Honda RC212V | Repsol Honda Team               | 2         | 17       | 2     | 11     | 2    | 2    | 249  | 3rd   | –       |
| 2009      | MotoGP    | Honda RC212V | Repsol Honda Team               | 3         | 17       | 2     | 11     | 2    | 5    | 234  | 3rd   | –       |
| 2010      | MotoGP    | Honda RC212V | Repsol Honda Team               | 26        | 15       | 4     | 9      | 4    | 8    | 245  | 2nd   | –       |
| 2011      | MotoGP    | Honda RC212V | Repsol Honda Team               | 26        | 14       | 3     | 9      | 2    | 4    | 219  | 4th   | –       |
| 2012      | MotoGP    | Honda RC213V | Repsol Honda Team               | 26        | 18       | 7     | 15     | 5    | 9    | 332  | 2nd   | –       |
| 2013      | MotoGP    | Honda RC213V | Repsol Honda Team               | 26        | 17       | 3     | 13     | 2    | 4    | 300  | 3rd   | –       |
| 2014      | MotoGP    | Honda RC213V | Repsol Honda Team               | 26        | 18       | 1     | 10     | 1    | 2    | 246  | 4th   | –       |
| 2015      | MotoGP    | Honda RC213V | Repsol Honda Team               | 26        | 15       | 2     | 6      | 1    | 0    | 206  | 4th   | –       |
| 2016      | MotoGP    | Honda RC213V | Repsol Honda Team               | 26        | 15       | 1     | 3      | 0    | 1    | 155  | 6th   | –       |
| 2017      | MotoGP    | Honda RC213V | Repsol Honda Team               | 26        | 18       | 2     | 9      | 3    | 2    | 210  | 4th   | –       |
| 2018      | MotoGP    | Honda RC213V | Repsol Honda Team               | 26        | 18       | 0     | 0      | 0    | 0    | 117  | 11th  | –       |
| 2021      | MotoGP    | KTM RC16     | Red Bull KTM Factory Racing     | 26        | 1        | 0     | 0      | 0    | 0    | 6*   | 23rd* | –       |
| Tổng cộng | Tổng cộng | Tổng cộng    | Tổng cộng                       | Tổng cộng | 296      | 54    | 153    | 49   | 64   | 4168 |       | 3       |